# Савельев, Гавриил Степанович
Гаврии́л Степа́нович Саве́льев (1910—2008) — советский хозяйственный, государственный и политический деятель.

## Биография
Родился в 1910 году в селе Менка. Член КПСС.
С 1932 года — на хозяйственной, общественной и политической работе. В 1932—1972 годах — техник в лаборатории АТС и телефонных аппаратов, инженер, начальник лаборатории, участник Великой Отечественной войны на Брянском и Ленинградском фронтах, инженер-капитан войск связи, организатор эвакуации оборудования и персонала завода «Красная Заря», начальник лаборатории и главный конструктор средств проводной связи завода № 1 Наркомата обороны/опытного завода НИИ-885), ответработник Министерства промышленности средств связи СССР, директор НИИ-35 («Пульсар»), директор НИИ-885 (ныне — ФГУП «Российский НИИ космического приборостроения»), инспектор отдела оборонной промышленности ЦК КПСС, консультант Министерства радиопромышленности СССР
За разработку и организацию производства АТС шаговой системы был в составе коллектива удостоен Сталинской премии за выдающиеся изобретения и коренные усовершенствования методов производственной работы 1951 года.
Умер в Москве в 2008 году. Похоронен на Ваганьковском кладбище.